# Volt Records
Pour les articles homonymes, voir Volt (homonymie).
Volt Records est un label discographique américain, anciennement basé à Memphis, dans le Tennessee. Fondée en 1962, la société met fin ses activités en 1976 après avoir fait faillite.

## Histoire
Le premier 45 tours sorti chez Volt est Burnt Biscuits des Triumphs en novembre 1961 (Volt 100). Les suivants sont No Tears / Please Don't Go des Tonettes en mars 1962 (101) et Green Onions de Booker T. and the M.G.'s en mai (102), ce dernier étant réédité chez Stax trois mois plus tard. Le premier disque d'Otis Redding sur le label est le single These Arms of Mine en octobre (103). Le dernier single publié par Volt,  en novembre 1975, est Holy Ghost des Bar-Kays.
En juin 1977, Fantasy Records, un label appartenant au Concord Music Group, rachète les droits du catalogue de Stax et de Volt. En décembre 2006, Concord annonce la réactivation de Stax Records.
Volt Records est moins célèbre que sa société mère, mais avec Otis Redding, possède la plus grande star de la famille Stax/Volt. Les disques Volt sont distribués par Atlantic Records et sa filiale Atco. Cet accord prend fin en 1968 et une nouvelle série, baptisée Volt 4000, est lancée à ce moment-là.

## Design
La première étiquette de Volt est rouge avec une impression noire. Au-dessus du trou central se trouve l'inscription « VOLT RECORDS » en noir, sous le logo se trouve un rectangle noir avec un éclair jaune à l'intérieur. Au bas de l'étiquette se trouve la mention « Distribué par Atco Records Sales Co ». Cette étiquette est également utilisée sur la série 400. L'étiquette rouge, sans l'inscription « Distributed by Atco Records Sales Co. », apparaît aussi parfois sur la série 6000 (jusqu'à VOS-6017), par une erreur d'impression de l'usine de Monarch, en Louisiane.
La deuxième étiquette est bleu foncé avec une impression noire, sur le côté droit se trouve un éclair rouge avec le texte « VOLT » noir avec une ombre blanche. Cette étiquette est utilisée sur la série 6000 au moins pour le VOS-6017. La troisième étiquette est orange avec une impression noire, un éclair jaune en travers, au-dessus du trou central est écrit« VOLT » en lettres blanches. Cette étiquette est utilisée par le VOS-6018 jusqu'à la fin de la série 6000 et sur la série 9500. La série 400 est distribuée par Atlantic. L'ensemble de la série 400 est disponible en modes mono et stéréo (ou stéréo re-canalisé).

## Artistes
- The Bar-Kays
- Booker T. and the M.G.'s
- Steve Cropper
- The Dramatics
- Emerson, Lake and Palmer
- The Emotions
- Inez Foxx
- Isaac Hayes (avec Sir Isaac And The Doo-Dads)
- Johnny Jenkins
- Margie Joseph
- Major Lance
- Linda Lyndell
- The Mad Lads
- Otis Redding
- Wendy Rene (avec The Drappels)
- Mavis Staples
- Carla Thomas (uniquement sur l'album King & Queen en duo avec Otis Redding).
- Kim Weston